# Simplicia eriodes
Simplicia eriodes är en fjärilsart som beskrevs av Louis Beethoven Prout 1928. Simplicia eriodes ingår i släktet Simplicia och familjen nattflyn. Inga underarter finns listade i Catalogue of Life.